# Lemonia vallantini
Lemonia vallantini là một loài bướm đêm thuộc họ Lemoniidae. Loài này có ở Maroc, Algérie và Tunisia.
Sải cánh dài 24–27 mm. The moth gặp ở tháng 10 đến tháng 1 tùy theo địa điểm.
Ấu trùng ăn Asteraceae.